# گباچ
گباچ (به لاتین: Gbach) یک منطقهٔ مسکونی در روسیه است که در استان آرخانگلسک واقع شده‌است.